# T.Toc
La T.Toc (Thruster TOC) è una tecnologia no dig per la posa di tubazioni senza la necessità di realizzare scavi a cielo aperto È una combinazione fra il Direct Pipe e la (perforazione orizzontale controllata). 

Questa metodologia consente la posa della condotta di linea (o del casing), nel foro pilota realizzato con il metodo della perforazione orizzontale controllata. La fase di scavo, infatti, viene effettuata con la stessa attrezzatura che si utilizza per realizzare una perforazione orizzontale controllata mentre per il varo, la condotta viene predisposta su una via a rulli come se si realizzasse una perforazione orizzontale controllata  ma, la spinta nel sottosuolo è garantita dall’utilizzo del Pipe Thruster previsto nella tecnologia del Direct Pipe. 

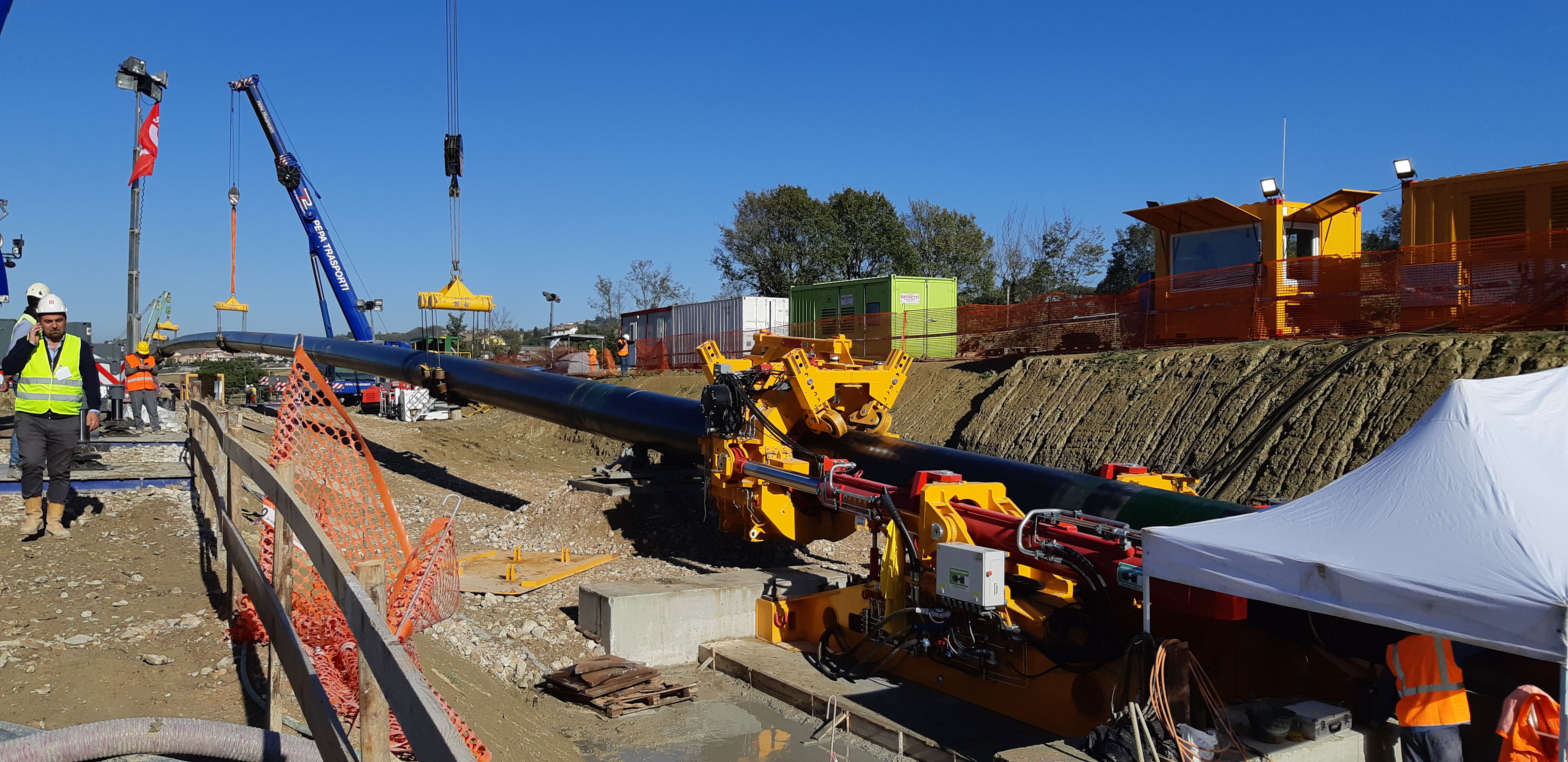
Pipe thruster durante la fase di varo (a spinta) della condotta di linea

La prima realizzazione in Italia con questa metodologia ibrida è del 2019.

## Campo di applicazione
Questa tecnologia no dig presenta fondamentalmente i medesimi campi di applicazione della perforazione orizzontale controllata e  del Direct Pipe alle quali si rimanda per maggiori approfondimenti.

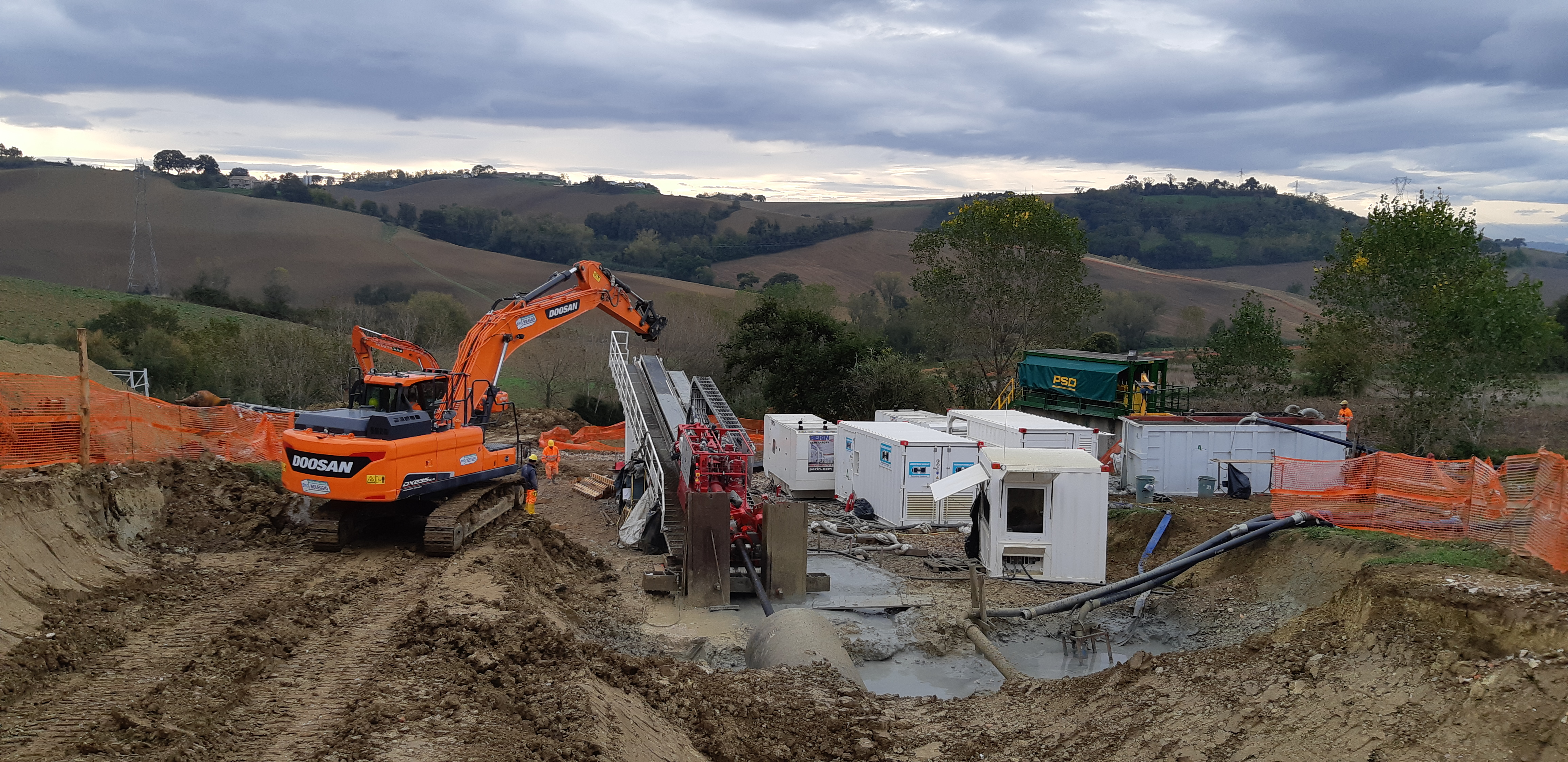
Cantiere T.O.C. con rig di perforazione in fase di tiro

In sintesi è applicabile per il superamento di corsi d’acqua di qualsiasi tipologia, di aree dense di infrastrutture e/o fortemente antropizzate, di aree collinari instabili o soggette a tutela ambientale. 
La convenienza ad utilizzare questa tecnologia ibrida ha origine dalla necessità di superare i limiti imposti dalle altre tecnologie garantendone quindi la riuscita. La T.Toc in sostituzione della perforazione orizzontale controllata pura  e del Direct Pipe puro, si applica considerando quindi i fattori di seguito riportati, che andranno attentamente combinati al fine di ottimizzarli:
- In presenza di lunghezze molto importanti (generalmente superiori ai 1.000 m);
- In presenza di grandi diametri di condotta da posare (generalmente non inferiori a 600 mm di diametro);

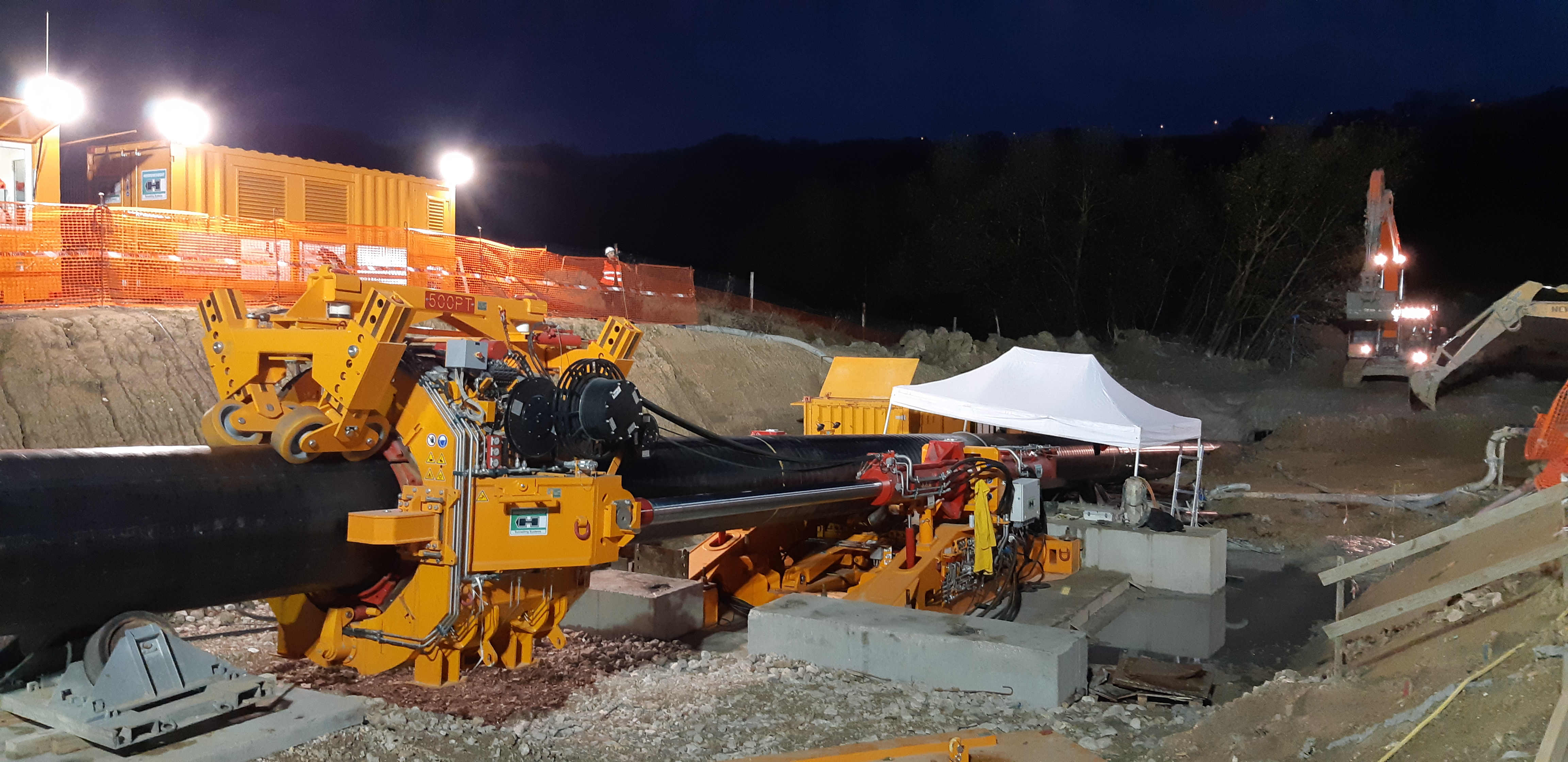
Pipe thruster in fase di spinta (si notano i pistoni dei martinetti estesi e la clampa di serraggio della tubazione da varare) della condotta nel sottosuolo

- Pipe thruster in fase di spinta (si notano i pistoni dei martinetti estesi e la clampa di serraggio della tubazione da varare) della condotta nel sottosuoloIn presenza di un dislivello fra i punti di inizio e fine perforazione rilevante (superiori ai 40-50 m circa).

Questa soluzione combinata consente di operare come per realizzare una perforazione orizzontale controllata avendo a disposizione in fase di varo la potenza di spinta del Pipe Thruster ( 500 t o 750 t a seconda del pipe thruster utilizzato) che si somma alla potenza di tiro del rig di perforazione.
La T.Toc consente quindi di installare direttamente la condotta di linea (in funzione del diametro e della lunghezza) o di installare, sempre direttamente, un casing in acciaio da impiegare come cunicolo di servizio.

## Progettazione di un attraversamento

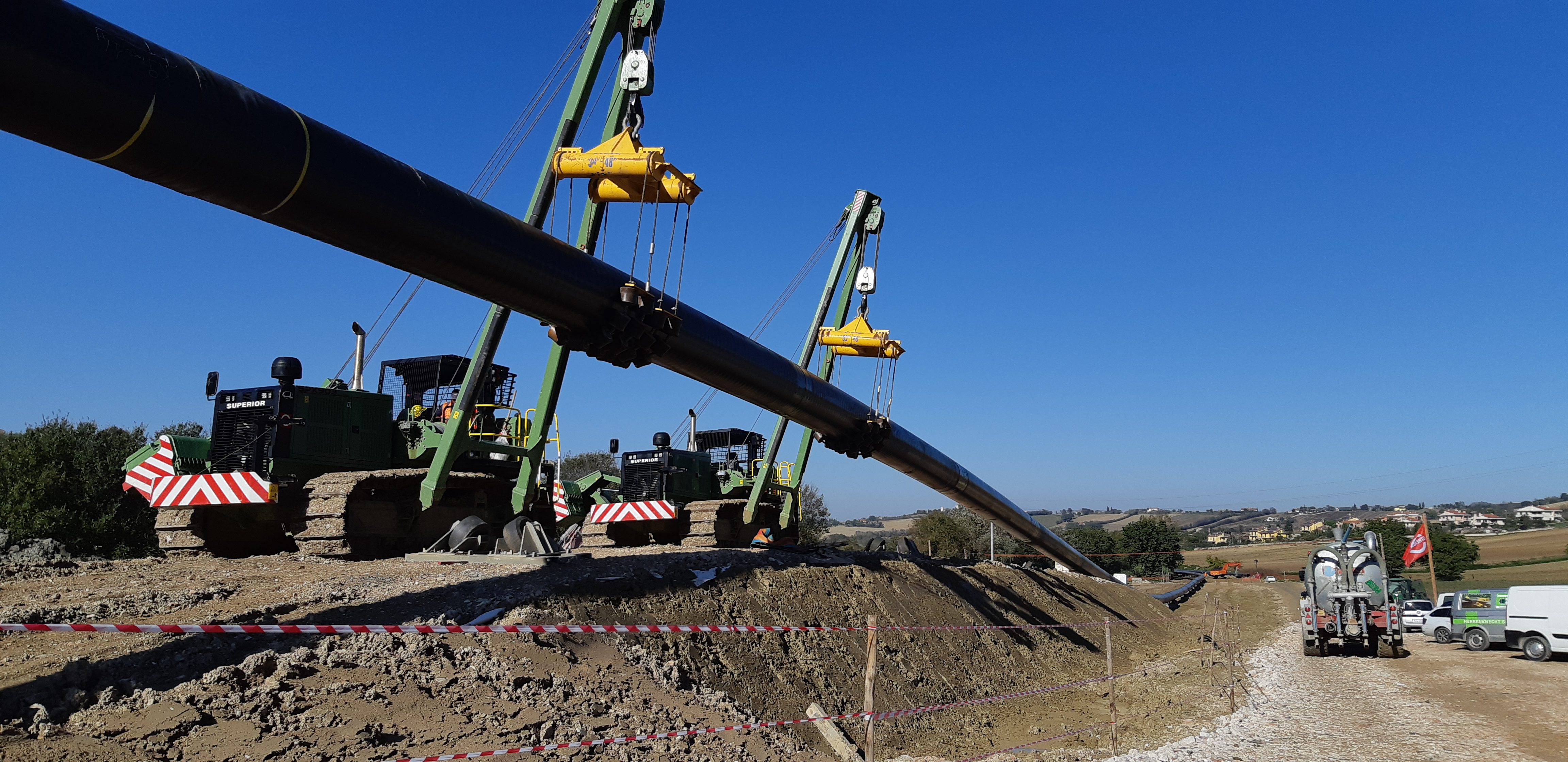
Fase di posa/varo della condotta di linea, si nota la pista di varo con la condotta sulla via a rulli; in primo piano due side boom che sollevano la condotta per farle assumere la catenaria di varo

Come in tutte le opere che interessano lo scavo in sotterraneo, per il progetto di una T.Toc è indispensabile conoscere nel dettaglio le condizioni geotecniche dei terreni da attraversare. Parimenti è necessario effettuare un accurato rilievo plano altimetrico dell’area di interesse al fine di collocare l’opera in progetto nella sezione più idonea, tenendo conto che la T.Toc, come d’altronde la T.O.C., è condizionata dalla disponibilità di aree adeguate per la dislocazione del cantiere e della colonna di varo, preferibilmente in un unico tronco di varo.
Come sopra detto, l’impiego della T.Toc è riservata a quell’area di criticità posta al confine fra la perforazione orizzontale controllata e il Direct Pipe. Ovvero se le caratteristiche tecniche condizionano la fattibilità dell’opera, la versatilità e la potenza di cui può disporre con le due metodologie abbinate, se ne può garantire la fattibilità.
I principali parametri da tenere presente sono:
- Lunghezza superiore ai 1.000 m;
- Diametro di condotta non inferiori a 600 mm;
- Importante dislivello fra inizio e fine perforazione.

La perforazione avviene di regola secondo tracciati curvilinei. Il raggio di curvatura da utilizzare per il dimensionamento del tracciato di perforazione deve necessariamente tenere conto del diametro e delle caratteristiche meccaniche della tubazione da installare. Il raggio di curvatura dovrà sempre essere maggiore del raggio elastico ammesso per la condotta da posare. In linea di principio si può utilizzare lo stesso criterio che si utilizza per le perforazioni con perforazione orizzontale controllata, pari o superiore a 1.000 volte il diametro della condotta da posare.

## Principi di funzionamento
La T.Toc consente, come per la perforazione orizzontale controllata la posa diretta della condotta.
La tecnica pertanto consta delle seguenti tre fasi:
- Prima fase: esecuzione del foro pilota con controllo direzionale (metodo della T.O.C.);
- Seconda fase: alesaggio del foro pilota, con il metodo della T.O.C., sino al diametro utile per il varo della condotta di linea;
- Terza fase: varo della condotta di linea combinando la potenza di tiro del rig di perforazione della T.O.C. con la potenza di spinta del Pipe Thruster del direct pipe.

Il Pipe Thruster ha la doppia funzione, quella di spinta aggiuntiva (in funzione delle caratteristiche tecniche del pipe thruster disponibile) che si somma a quella di tiro del rig di perforazione e, il mantenimento in assoluta sicurezza in fase di sostituzione/smontaggio delle aste di tiro presso il rig. In caso di pendenze importanti, si può operare con il solo pipe thruster in quanto lo stesso garantisce il mantenimento in equilibrio dei carichi, anche in caso di avarie al rig di perforazione.
Le attrezzature necessarie sono pertanto:
- tutte le attrezzature previste per realizzare una T.O.C., che generalmente verranno installate presso l’imbocco a quota più elevata;
- il Pipe Thruster (generalmente usato nel direct pipe) con la relativa cabina di guida, che generalmente verrà installato presso l’imbocco a quota inferiore (in ogni caso sempre presso l’imbocco ove è prevista la colonna di varo).

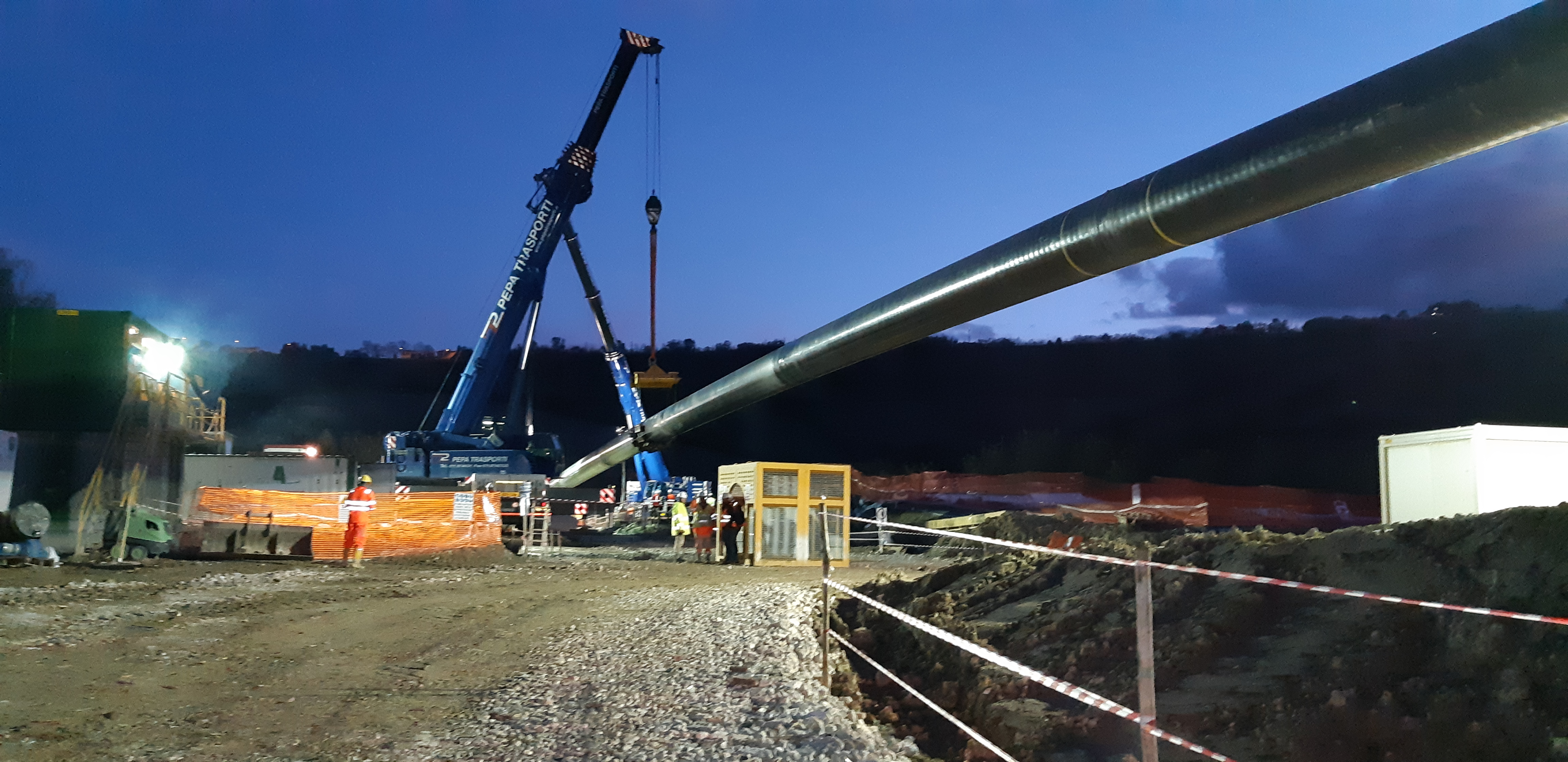
Fase di posa/varo della condotta di linea, si nota la gru che mantiene sollevata la condotta nell’ultimo tratto della catenaria di varo

I due cantieri avranno la stessa conformazione dei cantieri per la T.O.C. e per il direct pipe; in particolare, per il secondo, sarà da realizzare un basamento, opportunamente dimensionato, per l’ancoraggio del Pipe Thruster. 